# Neurigona subnervosa
Neurigona subnervosa är en tvåvingeart som beskrevs av Stefan Naglis 2003. Neurigona subnervosa ingår i släktet Neurigona och familjen styltflugor. Inga underarter finns listade i Catalogue of Life.